# Rada pro vnitřní hodnocení
Rada pro vnitřní hodnocení je orgán veřejných vysokých škol (VVŠ), je-li zřízena. VVŠ ji zřizuje svým statutem. Na VVŠ, která nemá institucionální akreditaci, může působnost rady pro vnitřní hodnocení vykonávat vědecká rada VVŠ, stanoví-li tak statut VVŠ.
Rada pro vnitřní hodnocení dle zákona:
- schvaluje návrh pravidel systému zajišťování kvality vzdělávací, tvůrčí a s nimi souvisejících činností a vnitřního hodnocení kvality vzdělávací, tvůrčí a s nimi souvisejících činností VVŠ předložený předsedou rady pro vnitřní hodnocení před předložením návrhu akademickému senátu VVŠ
- řídí průběh vnitřního hodnocení kvality vzdělávací, tvůrčí a s nimi souvisejících činností VVŠ
- zpracovává zprávu o vnitřním hodnocení kvality vzdělávací, tvůrčí a s nimi souvisejících činností VVŠ a dodatky k této zprávě
- vede průběžné záznamy o vnitřním hodnocení kvality vzdělávací, tvůrčí a s nimi souvisejících činností VVŠ
- vykonává další činnosti v rozsahu stanoveném statutem VVŠ